# Campionato FIA di Formula 3 2023
Il Campionato FIA di Formula 3 2023 è stata la quinta edizione di questo campionato, creato dalla fusione della GP3 Series e della F3 europea. Il campionato è iniziato il 4 marzo a Sakhir e si è concluso il 3 settembre a Monza dopo 18 gare, con la vittoria del brasiliano Gabriel Bortoleto.

## La Prestagione

### Calendario
Per la stagione 2023 sono previste 2 nuove gare: il weekend in Australia a Melbourne, per la prima volta nella storia, così come per la Formula 2, e il ritorno a Montecarlo dopo 11 anni, quando la categoria era conosciuta come GP3 Series. Le gare si disputeranno nei weekend della Formula 1, rispettivamente a inizio marzo e inizio settembre.
A causa del maltempo e le alluvioni che hanno colpito gran parte della Emilia-Romagna, tra cui Imola, il terzo round della stagione viene cancellato.
| Gara | Gara | Circuito                                | Giri | Lunghezza                  | Data        | Ora   | CTE   | Supporto                          |
| ---- | ---- | --------------------------------------- | ---- | -------------------------- | ----------- | ----- | ----- | --------------------------------- |
| 1    | G1   | Bahrain International Circuit, Sakhir   | 19   | 19 x 5,412 km = 102,828 km | 4 marzo     | 12:15 | 10:15 | Gran Premio del Bahrein 2023      |
| 1    | G2   | Bahrain International Circuit, Sakhir   | 22   | 22 x 5,412 km = 119,064 km | 5 marzo     | 11:50 | 09:50 | Gran Premio del Bahrein 2023      |
| 2    | G1   | Circuito Albert Park                    | 20   | 20 x 5,278 km = 105,560 km | 1 aprile    | 10:45 | 01:45 | Gran Premio d'Australia 2023      |
| 2    | G2   | Circuito Albert Park                    | 23   | 23 x 5,278 km = 121,394 km | 2 aprile    | 09:05 | 01:05 | Gran Premio d'Australia 2023      |
| 3    | G1   | Circuito di Monte Carlo                 | 23   | 23 x 3,337 km = 76,751 km  | 27 maggio   | 11:00 | 11:00 | Gran Premio di Monaco 2023        |
| 3    | G2   | Circuito di Monte Carlo                 | 27   | 27 x 3,337 km = 90,099 km  | 28 maggio   | 08:00 | 08:00 | Gran Premio di Monaco 2023        |
| 4    | G1   | Circuito di Catalogna, Barcellona       | 21   | 21 x 4,675 km = 98,175 km  | 4 giugno    | 10:30 | 10:30 | Gran Premio di Spagna 2023        |
| 4    | G2   | Circuito di Catalogna, Barcellona       | 25   | 25 x 4,675 km = 116,875 km | 5 giugno    | 09:55 | 09:55 | Gran Premio di Spagna 2023        |
| 5    | G1   | Red Bull Ring, Spielberg                | 21   | 21 x 4,318 km = 90,678 km  | 1º luglio   | 10:00 | 10:00 | Gran Premio d'Austria 2023        |
| 5    | G2   | Red Bull Ring, Spielberg                | 26   | 26 x 4,318 km = 112,268 km | 2 luglio    | 08:25 | 08:25 | Gran Premio d'Austria 2023        |
| 6    | G1   | Circuito di Silverstone, Silverstone    | 18   | 18 x 5,891 km = 106,038 km | 8 luglio    | 09:20 | 10:20 | Gran Premio di Gran Bretagna 2023 |
| 6    | G2   | Circuito di Silverstone, Silverstone    | 22   | 22 x 5,891 km = 129,602 km | 9 luglio    | 08:20 | 09:20 | Gran Premio di Gran Bretagna 2023 |
| 7    | G1   | Hungaroring, Mogyoród                   | 19   | 19 x 4,381 km =83,239 km   | 22 luglio   | 09:50 | 09:50 | Gran Premio d'Ungheria 2023       |
| 7    | G2   | Hungaroring, Mogyoród                   | 24   | 24 x 4,381 km =105,144 km  | 23 luglio   | 08:25 | 08:25 | Gran Premio d'Ungheria 2023       |
| 8    | G1   | Circuito di Spa-Francorchamps, Stavelot | 12   | 12 x 7,004 km = 84,048 km  | 29 luglio   | 10:00 | 10:00 | Gran Premio del Belgio 2023       |
| 8    | G2   | Circuito di Spa-Francorchamps, Stavelot | 15   | 15 x 7,004 km = 105,060 km | 30 luglio   | 08:30 | 08:30 | Gran Premio del Belgio 2023       |
| 9    | G1   | Autodromo nazionale di Monza, Monza     | 18   | 18 x 5,793 km = 104,274 km | 2 settembre | 09:25 | 09:25 | Gran Premio d'Italia 2023         |
| 9    | G2   | Autodromo nazionale di Monza, Monza     | 22   | 22 x 5,793 km = 127,446 km | 3 settembre | 08:15 | 08:15 | Gran Premio d'Italia 2023         |

### Test
I test pre-stagionali della Formula 3 saranno effettuati dal 14 al 16 febbraio, come da tradizione in Bahrain, in concomitanza con la Formula 2
| Circuito | Data                   | Pilota più veloce | Team               | Tempo    | Giri | Team e Piloti |
| -------- | ---------------------- | ----------------- | ------------------ | -------- | ---- | ------------- |
| Bahrain  | 14 febbraio (1º turno) | Grégoire Saucy    | ART Grand Prix     | 1’49”155 | 9    | Partecipanti  |
| Bahrain  | 14 febbraio (2º turno) | Grégoire Saucy    | ART Grand Prix     | 1’47”563 | 28   | Partecipanti  |
| Bahrain  | 15 febbraio (1º turno) | Grégoire Saucy    | ART Grand Prix     | 1’46”642 | 35   | Partecipanti  |
| Bahrain  | 15 febbraio (2º turno) | Gabriele Minì     | Hitech Pulse-Eight | 1’48”175 | 29   | Partecipanti  |
| Bahrain  | 16 febbraio            | Gabriel Bortoleto | Trident            | 1’47”417 | 53   | Partecipanti  |

## Piloti e squadre

### Team
Il team Charouz Racing System viene rilevato dal PHM Racing, scuderia tedesca fondata nel 2021. Le altre squadre per la stagione 2023 saranno le stesse della stagione 2022, con Prema che dovrà difendere il titolo conquistato nella stagione precedente e saranno tutte equipaggiate con la vettura della passata stagione, la Dallara F3 2019.

### Piloti
Il campione della stagione passata, Victor Martins, passerà in Formula 2, così come Isack Hadjar, Oliver Bearman, Zane Maloey, Jak Crawford, Arthur Leclerc, Brad Benavides, Roman Staněk e Kush Maini.
Dal Campionato di Formula 3 europea regionale salgono: Gabriel Bortoleto e Leonardo Fornaroli che firmano con la Trident, l’estone Paul Aron e lo svedese e campione della serie, Dino Beganovic che hanno firmato entrambi per Prema, l'italiano Gabriele Minì e il colombiano Sebastián Montoya che si uniscono al Hitech GP e lo spagnolo Mari Boya, che resta con MP Motorsport.
Il team ART Grand Prix conferma Grégoire Saucy, il pilota svizzero è alla sua seconda stagione nella serie. Il team campione in carica, Prema completa la sua line up con Zak O'Sullivan, nel 2022 ha corso nella serie con Carlin.
Dal campionato Euroformula Open salgono: Christian Mansell, terzo nella serie, che si lega con il team Campos Racing e Oliver Goethe, vincitore del campionato, che viene scelto dal team Trident. Entrambi l'anno precedente hanno corso due round in Formula 3, Mansell con la Charouz e Goethe con la Campos.
Il campione della Formula 4 spagnola, Nikola Tsolov e Kaylen Frederick completano la formazione del team ART Grand Prix, mentre Hunter Yeany passa dalla Campos Racing alla Carlin.
Il team MP Motorsport sceglie l'esperto Jonny Edgar, mentre il team Van Amersfoort Racing sceglie l'australiano Tommy Smith e conferma Rafael Villagómez. I due team olandesi si scambiano i piloti; con Franco Colapinto, junior driver della Williams, che passa alla MP mentre il pilota della Alpine Academy, Caio Collet si trasferisce alla VAR.
Nel gennaio del 2023 il team Carlin annuncia lo Junior driver della Williams, Oliver Gray come suo secondo pilota. Nel 2022 il pilota si è classificato secondo nel Campionato britannico di Formula 4. Il dieci febbraio il team completa la sua line up con Ido Cohen, pilota alla sua terza stagione nella serie.
Il team Campos Racing completa la sua formazione con il vice campione della Formula 4 spagnola, Hugh Barter e confermando Pepe Martí. Il team Jenzer Motorsport sceglie tre esordienti per i suoi sedili; Alex García, Nikita Bedrin e Taylor Barnard. Il team esordiente, PHM Racing sceglie Sophia Flörsch che ritorna nella serie dopo la sua presenza nel 2020 e i due Rookie, Roberto Faria e Piotr Wiśnicki. Il team Hitech completa lo schieramento con Luke Browning, Il campione GB3 in carica.
Il team PHM Racing decide di liberare Piotr Wiśnicki dopo quattro eventi, al suo posto per due turni corre McKenzy Cresswell e per gli ultimi tre, Michael Shin. Mentre la scuderia Rodin Carlin sostituisce Hunter Yeany con l'esordiente Max Esterson per il sesto round, mentre per gli ultimi due porta in pista il pilota italiano Francesco Simonazzi. Per l'ultimo round di Monza il team Campos Racing sostituisce Hugh Barter con il Rookie Joshua Dufek.

### Tabella riassuntiva
| Team                  | Nº | Pilota              | Weekend di gare | Stato |
| --------------------- | -- | ------------------- | --------------- | ----- |
| Prema Racing          | 1  | Paul Aron           | Tutti           | R     |
| Prema Racing          | 2  | Dino Beganovic      | Tutti           | R     |
| Prema Racing          | 3  | Zak O'Sullivan      | Tutti           |       |
| Trident               | 4  | Leonardo Fornaroli  | Tutti           | R     |
| Trident               | 5  | Gabriel Bortoleto   | Tutti           | R     |
| Trident               | 6  | Oliver Goethe       | Tutti           | R     |
| ART Grand Prix        | 7  | Kaylen Frederick    | Tutti           |       |
| ART Grand Prix        | 8  | Grégoire Saucy      | Tutti           |       |
| ART Grand Prix        | 9  | Nikola Tsolov       | Tutti           | R     |
| MP Motorsport         | 10 | Franco Colapinto    | Tutti           |       |
| MP Motorsport         | 11 | Mari Boya           | Tutti           | R     |
| MP Motorsport         | 12 | Jonny Edgar         | Tutti           |       |
| Hitech Pulse-Eight    | 14 | Sebastián Montoya   | Tutti           | R     |
| Hitech Pulse-Eight    | 15 | Gabriele Minì       | Tutti           | R     |
| Hitech Pulse-Eight    | 16 | Luke Browning       | Tutti           | R     |
| Van Amersfoort Racing | 17 | Caio Collet         | Tutti           |       |
| Van Amersfoort Racing | 18 | Rafael Villagómez   | Tutti           |       |
| Van Amersfoort Racing | 19 | Tommy Smith         | Tutti           | R     |
| Rodin Carlin          | 20 | Oliver Gray         | Tutti           | R     |
| Rodin Carlin          | 21 | Hunter Yeany        | 1-5             |       |
| Rodin Carlin          | 21 | Max Esterson        | 6-7             | R     |
| Rodin Carlin          | 21 | Francesco Simonazzi | 8-9             | R     |
| Rodin Carlin          | 22 | Ido Cohen           | Tutti           |       |
| Campos Racing         | 23 | Pepe Martí          | Tutti           |       |
| Campos Racing         | 24 | Christian Mansell   | Tutti           | R     |
| Campos Racing         | 25 | Hugh Barter         | 1-8             | R     |
| Campos Racing         | 25 | Joshua Dufek        | 9               | R     |
| Jenzer Motorsport     | 26 | Nikita Bedrin       | Tutti           | R     |
| Jenzer Motorsport     | 27 | Taylor Barnard      | Tutti           | R     |
| Jenzer Motorsport     | 28 | Alex García         | Tutti           | R     |
| PHM Racing by Charouz | 29 | Sophia Flörsch      | Tutti           |       |
| PHM Racing by Charouz | 30 | Roberto Faria       | Tutti           | R     |
| PHM Racing by Charouz | 31 | Piotr Wiśnicki      | 1-4             | R     |
| PHM Racing by Charouz | 31 | McKenzy Cresswell   | 5-6             | R     |
| PHM Racing by Charouz | 31 | Michael Shin        | 7-9             | R     |

## Regolamento
Il regolamento per la stagione 2023 rimane pressoché invariato rispetto alla stagione precedente. L’unica grande differenza sarà l’utilizzo di carburante al 55% più sostenibile per l’ambiente (la modifica sarà anche per la Formula 2). Il format del weekend sarà quello che si è ricominciato ad utilizzare nel 2022, quindi una Sprint Race al sabato e la Feature Race alla domenica. I punteggi saranno gli stessi della stagione 2022
Sistema di punteggio Gara 1
| Posizione | 1ª | 2ª | 3ª | 4ª | 5ª | 6ª | 7ª | 8ª | 9ª | 10ª | Giro veloce |
| Punti     | 10 | 9  | 8  | 7  | 6  | 5  | 4  | 3  | 2  | 1   | 1           |

Sistema di punteggio Gara 2
| Posizione | 1ª | 2ª | 3ª | 4ª | 5ª | 6ª | 7ª | 8ª | 9ª | 10ª | Pole | Giro veloce |
| Punti     | 25 | 18 | 15 | 12 | 10 | 8  | 6  | 4  | 2  | 1   | 2    | 1           |

## Classifiche

### Riassunto della stagione
| Gara | Gara | Circuito                                | Tempo     | Velocità media | Pole position      | Giro veloce       | Pilota vincitore  | Team vincitore        | Note   |
| ---- | ---- | --------------------------------------- | --------- | -------------- | ------------------ | ----------------- | ----------------- | --------------------- | ------ |
| 1    | G1   | Bahrain International Circuit, Sakhir   | 43’09”598 | 142,607 km/h   |                    | Pepe Martí        | Pepe Martí        | Campos                | [ 41 ] |
| 1    | G2   | Bahrain International Circuit, Sakhir   | 44’33”107 | 160,017 km/h   | Gabriele Minì      | Gabriel Bortoleto | Gabriel Bortoleto | Trident               | [ 42 ] |
| 2    | G1   | Circuito Albert Park, Melbourne         | 42’06”098 | 150,435 km/h   |                    | Zak O'Sullivan    | Zak O'Sullivan    | Prema                 | [ 43 ] |
| 2    | G2   | Circuito Albert Park, Melbourne         | 43’41”950 | 166,676 km/h   | Gabriel Bortoleto  | Grégoire Saucy    | Gabriel Bortoleto | Trident               | [ 44 ] |
| 3    | G1   | Circuito di Monte Carlo                 | 35'47"957 | 128,635 km/h   |                    | Hugh Barter       | Pepe Martí        | Campos                | [ 45 ] |
| 3    | G2   | Circuito di Monte Carlo                 | 41'45"651 | 129,449 km/h   | Gabriele Minì      | Gabriele Minì     | Gabriele Minì     | Hitech Grand Prix     | [ 46 ] |
| 4    | G1   | Circuito di Catalogna, Barcellona       | 36’53”410 | 158,856 km/h   |                    | Zak O'Sullivan    | Zak O'Sullivan    | Prema                 | [ 47 ] |
| 4    | G2   | Circuito di Catalogna, Barcellona       | 41'21"348 | 168,729 km/h   | Pepe Martí         | Pepe Martí        | Pepe Martí        | Campos                | [ 48 ] |
| 5    | G1   | Red Bull Ring, Spielberg                | 33’18”970 | 155,301 km/h   |                    | Paul Aron         | Paul Aron         | Prema                 | [ 49 ] |
| 5    | G2   | Red Bull Ring, Spielberg                | 37’59”535 | 177,102 km/h   | Grégoire Saucy     | Dino Beganovic    | Zak O'Sullivan    | Prema                 | [ 50 ] |
| 6    | G1   | Circuito di Silverstone, Silverstone    | 37’17”100 | 170,423 km/h   |                    | Paul Aron         | Franco Colapinto  | MP Motorsport         | [ 51 ] |
| 6    | G2   | Circuito di Silverstone, Silverstone    | 47’40”009 | 162,966 km/h   | Leonardo Fornaroli | Zak O'Sullivan    | Oliver Goethe     | Trident               | [ 52 ] |
| 7    | G1   | Hungaroring, Mogyoród                   | 33'38"243 | 148,404 km/h   |                    | Gabriel Bortoleto | Gabriele Minì     | Hitech Grand Prix     | [ 53 ] |
| 7    | G2   | Hungaroring, Mogyoród                   | 31'27"598 | 158,675 km/h   | Zak O'Sullivan     | Zak O'Sullivan    | Zak O'Sullivan    | Prema                 | [ 54 ] |
| 8    | G1   | Circuito di Spa-Francorchamps, Stavelot | 36'16"106 | 138,838 km/h   |                    | Caio Collet       | Caio Collet       | Van Amersfoort Racing | [ 55 ] |
| 8    | G2   | Circuito di Spa-Francorchamps, Stavelot | 39’50”104 | 158,055 km/h   | Pepe Martí         | Grégoire Saucy    | Taylor Barnard    | Jenzer Motorsport     | [ 56 ] |
| 9    | G1   | Autodromo nazionale di Monza, Monza     | 34’06”988 | 182,841 km/h   |                    | Oliver Goethe     | Franco Colapinto  | MP Motorsport         | [ 57 ] |
| 9    | G2   | Autodromo nazionale di Monza, Monza     | 47'05"178 | 154,623 km/h   | Oliver Goethe      | Gabriel Bortoleto | Jonny Edgar       | MP Motorsport         | [ 59 ] |

### Classifica Piloti
| Pos. | Pilota                  | SAK             | SAK                 | MEL          | MEL         | MON                                             | MON | CAT | CAT | RBR | RBR | SIL | SIL | HUN | HUN | SPA | SPA | MNZ | MNZ | Punti |
| --- | ----------------------- | --------------- | ------------------- | ------------ | ----------- | ----------------------------------------------- | --- | --- | --- | --- | --- | --- | --- | --- | --- | --- | --- | --- | --- | ----- |
| 1 | Gabriel Bortoleto R     | 19              | 1                   | 6            | 1           | 6                                               | 5   | 4   | 4   | 10  | 2   | 2   | 6   | 2   | 7   | Rit | 11  | 2   | 5   | 164   |
| 2 | Zak O'Sullivan          | 12              | 11                  | 1            | 5           | 13                                              | 7   | 1   | 8   | 4   | 1   | 16  | 18  | 23  | 1   | 15  | 12  | 11  | 2   | 119   |
| 3 | Paul Aron R             | 5               | 12                  | 3            | 6           | 10                                              | 3   | 5   | 5   | 1   | 25  | 12  | 4   | 4   | 5   | 3   | 8   | Rit | 7   | 112   |
| 4 | Franco Colapinto        | 2               | 10                  | SQ           | Rit         | 4                                               | 6   | 6   | 2   | 13  | 4   | 1   | 8   | 7   | 3   | 5   | 10  | 1   | Rit | 110   |
| 5 | Pepe Martí              | 1               | 6                   | 13           | 7           | 1                                               | 9   | 8   | 1   | 6   | 9   | 10  | 3   | 21  | 6   | Rit | 9   | Rit | Rit | 105   |
| 6 | Dino Beganovic R        | 4               | 3                   | 5            | 13          | 12                                              | 2   | Rit | 3   | 8   | 5   | 13  | 14  | 10  | 2   | 22  | 20  | 13  | 9   | 96    |
| 7 | Gabriele Minì R         | 17              | 8                   | 4            | 3           | 11                                              | 1   | 20  | 14  | 2   | Rit | 5   | 7   | 1   | 16  | Rit | NP  | 6   | 19  | 92    |
| 8 | Oliver Goethe R         | 6               | 2                   | Rit          | 22          | 17                                              | 13  | 11  | 16  | 26  | 11  | 17  | 1   | 5   | 4   | Rit | Rit | 5   | NP  | 75    |
| 9 | Caio Collet             | 3               | 14                  | 21           | 16          | 9                                               | Rit | 17  | 12  | 3   | 3   | 4   | 15  | 14  | 19  | 1   | 5   | 19  | 4   | 73    |
| 10 | Taylor Barnard R        | 14              | 16                  | Rit          | 9           | 5                                               | 8   | 9   | 9   | 27  | 12  | 30  | 21  | 12  | 14  | 2   | 1   | 4   | 3   | 72    |
| 11 | Leonardo Fornaroli R    | 8               | 27                  | 7            | 4           | 2                                               | 24  | 3   | 28  | 15  | 10  | 7   | 2   | 15  | 9   | 9   | 14  | 8   | 15  | 69    |
| 12 | Christian Mansell R     | 13              | 13                  | 9            | 10          | 20                                              | 17  | Rit | 10  | 14  | 7   | 3   | 5   | 6   | 11  | 19  | 2   | 7   | 8   | 60    |
| 13 | Jonny Edgar             | 9               | 23                  | SQ           | 11          | Rit                                             | 14  | 12  | 15  | 5   | 6   | 28  | Rit | 8   | 8   | 4   | 18  | Rit | 1   | 55    |
| 14 | Grégoire Saucy          | 7               | 4                   | 8            | 2           | 3                                               | 10  | 23  | 27  | 21  | 27  | 21  | 9   | 9   | 15  | 10  | 19  | 22  | Rit | 54    |
| 15 | Luke Browning R         | Rit             | 5                   | 17           | 8           | 8                                               | 4   | 2   | Rit | 11  | 22  | 14  | Rit | 11  | 12  | 8   | 23  | SQ  | 18  | 41    |
| 16 | Sebastián Montoya R     | 10              | 9                   | 2            | Rit         | 7                                               | 28  | 26  | 7   | 9   | 20  | 8   | 10  | Rit | 24  | Rit | 6   | 12  | Rit | 37    |
| 17 | Mari Boya R             | 15              | Rit                 | SQ           | Rit         | Rit                                             | 18  | 7   | 6   | 12  | 24  | 29  | 12  | 22  | 10  | 16  | 13  | 3   | 6   | 29    |
| 18 | Nikita Bedrin R         | 16              | 17                  | 15           | Rit         | 15                                              | 12  | 10  | 11  | 25  | 13  | 18  | 17  | 3   | 23  | 11  | 3   | 15  | Rit | 24    |
| 19 | Hugh Barter R           | 11              | 26                  | 19           | 15          | 25                                              | 26  | 19  | 13  | 22  | 8   | 6   | 13  | 25  | 13  | 6   | 22  |     |     | 14    |
| 20 | Alex García R           | 27              | Rit                 | Rit          | 20          | 26                                              | 21  | 22  | 22  | Rit | 23  | 11  | 26  | Rit | 26  | 18  | 4   | 17  | 21  | 12    |
| 21 | Kaylen Frederick        | 28              | 7                   | 10           | Rit         | 24                                              | 25  | 14  | 17  | 7   | 26  | 22  | 19  | 13  | Rit | 13  | 15  | 20  | Rit | 11    |
| 22 | Nikola Tsolov R         | 26              | 15                  | 11           | 21          | 14                                              | 11  | 13  | 19  | 16  | 16  | 15  | 11  | Rit | 25  | 7   | 16  | 9   | 12  | 6     |
| 23 | Sophia Flörsch          | 22              | 21                  | 16           | 18          | 23                                              | 23  | 21  | 20  | 18  | SQ  | 19  | 23  | 17  | 18  | 12  | 7   | 16  | 13  | 6     |
| 24 | Ido Cohen               | 18              | 19                  | Rit          | Rit         | 19                                              | Rit | Rit | 26  | 17  | Rit | 9   | 24  | Rit | 22  | Rit | Rit | 21  | Rit | 2     |
| 25 | Rafael Villagómez       | Rit             | 20                  | 14           | 19          | 16                                              | 16  | 27  | 25  | Rit | 15  | 20  | 16  | 18  | 17  | 23  | 21  | 10  | 10  | 2     |
| 26 | Francesco Simonazzi R   |                 |                     |              |             |                                                 |     |     |     |     |     |     |     |     |     | 14  | 24  | 18  | 11  | 0     |
| 27 | Tommy Smith R           | 23              | Rit                 | Rit          | 12          | 21                                              | 15  | 18  | 23  | 21  | 18  | 26  | 25  | 24  | 29  | 24  | 17  | Rit | 20  | 0     |
| 28 | Oliver Gray R           | 21              | 18                  | 20           | 14          | 22                                              | 19  | 15  | 18  | Rit | 14  | 25  | 20  | 16  | 27  | 20  | Rit | Rit | 16  | 0     |
| 29 | Joshua Dufek R          |                 |                     |              |             |                                                 |     |     |     |     |     |     |     |     |     |     |     | 14  | 14  | 0     |
| 30 | Hunter Yeany            | 20              | 22                  | 22           | 17          | 27                                              | 20  | 16  | Rit | 19  | 21  |     |     |     |     |     |     |     |     | 0     |
| 31 | Roberto Faria R         | 24              | 25                  | 18           | Rit         | Rit                                             | 27  | 25  | 24  | 24  | 19  | 27  | Rit | 20  | 20  | 17  | Rit | Rit | Rit | 0     |
| 32 | Michael Shin R          |                 |                     |              |             |                                                 |     |     |     |     |     |     |     | Rit | 28  | 21  | 25  | Rit | 17  | 0     |
| 33 | McKenzy Cresswell R     |                 |                     |              |             |                                                 |     |     |     | 23  | 17  | 23  | 22  |     |     |     |     |     |     | 0     |
| 34 | Piotr Wiśnicki R        | 25              | 24                  | 23           | Rit         | 18                                              | 22  | 24  | 21  |     |     |     |     |     |     |     |     |     |     | 0     |
| 35 | Max Esterson R          |                 |                     |              |             |                                                 |     |     |     |     |     | 24  | Rit | 19  | 21  |     |     |     |     | 0     |
| Pos. | Pilota                  | SAK             | SAK                 | MEL          | MEL         | MON                                             | MON | CAT | CAT | RBR | RBR | SIL | SIL | HUN | HUN | SPA | SPA | MNZ | MNZ | Punti |
| \| Legenda \| 1º posto \| 2º posto \| 3º posto \| A punti \| Senza punti \| Grassetto=Pole position Corsivo=Giro più veloce \| \| Legenda \| Solo prove/Terzo pilota \| Non qualificato \| Ritirato/Non class. \| Squalificato \| Non partito \| Grassetto=Pole position Corsivo=Giro più veloce \| |                         |                 |                     |              |             |                                                 |     |     |     |     |     |     |     |     |     |     |     |     |     |       |
| Legenda | 1º posto                | 2º posto        | 3º posto            | A punti      | Senza punti | Grassetto=Pole position Corsivo=Giro più veloce |     |     |     |     |     |     |     |     |     |     |     |     |     |       |
| Legenda | Solo prove/Terzo pilota | Non qualificato | Ritirato/Non class. | Squalificato | Non partito | Grassetto=Pole position Corsivo=Giro più veloce |     |     |     |     |     |     |     |     |     |     |     |     |     |       |

| Legenda | 1º posto                | 2º posto        | 3º posto            | A punti      | Senza punti | Grassetto=Pole position Corsivo=Giro più veloce |
| Legenda | Solo prove/Terzo pilota | Non qualificato | Ritirato/Non class. | Squalificato | Non partito | Grassetto=Pole position Corsivo=Giro più veloce |

### Classifica Squadre
| 1 | Prema                   | 1               | Aron                | 5            | 12          | 3                                               | 6   | 10  | 3   | 5   | 5   | 1   | 25  | 12  | 4   | 4   | 5   | 3   | 8   | Rit | 7   | 327   |
| 1 | Prema                   | 2               | Beganovic           | 4            | 3           | 5                                               | 13  | 12  | 2   | Rit | 3   | 8   | 5   | 13  | 14  | 10  | 2   | 9   | 16  | 13  | 9   | 327   |
| 1 | Prema                   | 3               | O'Sullivan          | 12           | 11          | 1                                               | 5   | 13  | 7   | 1   | 8   | 4   | 1   | 16  | 18  | 23  | 1   | 4   | 12  | 11  | 2   | 327   |
| 2 | Trident                 | 4               | Fornaroli           | 8            | 27          | 7                                               | 4   | 2   | 24  | 3   | Rit | 15  | 10  | 7   | 2   | 15  | 9   | 11  | 14  | 8   | 16  | 308   |
| 2 | Trident                 | 5               | Bortoleto           | 19           | 1           | 6                                               | 1   | 6   | 5   | 4   | 4   | 10  | 2   | 2   | 6   | 2   | 7   | Rit | 11  | 2   | 5   | 308   |
| 2 | Trident                 | 6               | Goethe              | 6            | 2           | Rit                                             | 22  | 17  | 13  | 11  | 16  | 26  | 11  | 17  | 1   | 5   | 4   | Rit | Rit | 5   | NP  | 308   |
| 3 | MP Motorsport           | 10              | Colapinto           | 2            | 10          | SQ                                              | Rit | 4   | 6   | 6   | 2   | 13  | 4   | 1   | 8   | 7   | 3   | 6   | 10  | 1   | Rit | 194   |
| 3 | MP Motorsport           | 11              | Boya                | 15           | Rit         | SQ                                              | Rit | Rit | 18  | 7   | 6   | 12  | 24  | 29  | 12  | 22  | 10  | 17  | 13  | 3   | 6   | 194   |
| 3 | MP Motorsport           | 12              | Edgar               | 9            | 23          | SQ                                              | 11  | Rit | 14  | 12  | 15  | 5   | 6   | 28  | Rit | 8   | 8   | 5   | 19  | Rit | 1   | 194   |
| 4 | Campos Racing           | 23              | Martí               | 1            | 6           | 13                                              | 7   | 1   | 9   | 8   | 1   | 6   | 9   | 10  | 3   | 21  | 6   | Rit | 9   | Rit | Rit | 179   |
| 4 | Campos Racing           | 24              | Mansell             | 13           | 13          | 9                                               | 10  | 20  | 17  | Rit | 10  | 14  | 7   | 3   | 5   | 6   | 11  | 21  | 2   | 7   | 8   | 179   |
| 4 | Campos Racing           | 25              | Barter              | 11           | 26          | 19                                              | 15  | 25  | 26  | 19  | 13  | 22  | 8   | 6   | 13  | 25  | 13  | 7   | 22  |     |     | 179   |
| 4 | Campos Racing           | 25              | Dufek               |              |             |                                                 |     |     |     |     |     |     |     |     |     |     |     |     |     | 14  | 15  | 179   |
| 5 | Hitech GP               | 14              | Montoya             | 10           | 9           | 2                                               | Rit | 7   | 28  | 26  | 7   | 9   | 20  | 8   | 10  | Rit | 24  | Rit | 6   | 12  | Rit | 170   |
| 5 | Hitech GP               | 15              | Minì                | 17           | 8           | 4                                               | 3   | 11  | 1   | 20  | 14  | 2   | Rit | 5   | 7   | 1   | 17  | Rit | NP  | 6   | 19  | 170   |
| 5 | Hitech GP               | 16              | Browning            | Rit          | 5           | 17                                              | 8   | 8   | 4   | 2   | Rit | 11  | 22  | 14  | Rit | 11  | 12  | 10  | 23  | SQ  | 18  | 170   |
| 6 | Jenzer Motorsport       | 26              | Bedrin              | 16           | 17          | 15                                              | Rit | 15  | 12  | 10  | 11  | 25  | 13  | 18  | 17  | 3   | 23  | 13  | 3   | 15  | Rit | 108   |
| 6 | Jenzer Motorsport       | 27              | Barnard             | 14           | 16          | Rit                                             | 9   | 5   | 8   | 9   | 9   | 27  | 12  | 30  | 21  | 12  | 14  | 2   | 1   | 4   | 3   | 108   |
| 6 | Jenzer Motorsport       | 28              | García              | 27           | Rit         | Rit                                             | 20  | 26  | 21  | 22  | 22  | Rit | 23  | 11  | 26  | Rit | 26  | 19  | 4   | 17  | 21  | 108   |
| 7 | Van Amersfoort Racing   | 17              | Collet              | 3            | 14          | 21                                              | 16  | 9   | Rit | 17  | 12  | 3   | 3   | 4   | 15  | 14  | 19  | 1   | 5   | 19  | 4   | 75    |
| 7 | Van Amersfoort Racing   | 18              | Villagómez          | Rit          | 20          | 14                                              | 19  | 16  | 16  | 27  | 25  | Rit | 15  | 20  | 16  | 18  | 17  | 24  | 21  | 10  | 10  | 75    |
| 7 | Van Amersfoort Racing   | 19              | Smith               | 23           | Rit         | Rit                                             | 12  | 21  | 15  | 18  | 23  | 21  | 18  | 26  | 25  | 24  | 29  | 20  | 18  | Rit | 20  | 75    |
| 8 | ART GP                  | 7               | Frederick           | 28           | 7           | 10                                              | Rit | 24  | 25  | 14  | 17  | 7   | 26  | 22  | 19  | 13  | Rit | 15  | 15  | 20  | Rit | 71    |
| 8 | ART GP                  | 8               | Saucy               | 7            | 4           | 8                                               | 2   | 3   | 10  | 23  | 27  | 20  | 27  | 21  | 9   | 9   | 15  | 12  | 20  | 22  | Rit | 71    |
| 8 | ART GP                  | 9               | Tsolov              | 26           | 15          | 11                                              | 21  | 14  | 11  | 13  | 19  | 16  | 16  | 15  | 11  | Rit | 25  | 8   | 17  | 9   | 13  | 71    |
| 9 | PHM Racing by Charouz   | 29              | Flörsch             | 22           | 21          | 16                                              | 18  | 23  | 23  | 21  | 20  | 18  | SQ  | 19  | 23  | 17  | 18  | 14  | 7   | 16  | 14  | 6     |
| 9 | PHM Racing by Charouz   | 30              | Faria               | 24           | 25          | 18                                              | Rit | Rit | 27  | 24  | 24  | Rit | 19  | 27  | Rit | 20  | 20  | 18  | Rit | Rit | Rit | 6     |
| 9 | PHM Racing by Charouz   | 31              | Wiśnicki            | 25           | 24          | 23                                              | Rit | 18  | 22  | 25  | 21  |     |     |     |     |     |     |     |     |     |     | 6     |
| 9 | PHM Racing by Charouz   | 31              | Cresswell           |              |             |                                                 |     |     |     |     |     | 23  | 17  | 23  | 22  |     |     |     |     |     |     | 6     |
| 9 | PHM Racing by Charouz   | 31              | Shin                |              |             |                                                 |     |     |     |     |     |     |     |     |     | Rit | 28  | 23  | 25  | Rit | 11  | 6     |
| 10 | Carlin                  | 20              | Gray                | 21           | 18          | 20                                              | 14  | 22  | 19  | 15  | 18  | Rit | 14  | 25  | 20  | 16  | 27  | 22  | Rit | Rit | 17  | 2     |
| 10 | Carlin                  | 21              | Yeany               | 20           | 22          | 22                                              | 17  | 27  | 20  | 16  | Rit | 19  | 21  |     |     |     |     |     |     |     |     | 2     |
| 10 | Carlin                  | 21              | Esterson            |              |             |                                                 |     |     |     |     |     |     |     | 24  | Rit | 19  | 21  |     |     |     |     | 2     |
| 10 | Carlin                  | 21              | Simonazzi           |              |             |                                                 |     |     |     |     |     |     |     |     |     |     |     | 16  | 24  | 18  | 12  | 2     |
| 10 | Carlin                  | 22              | Cohen               | 18           | 19          | Rit                                             | Rit | 19  | Rit | Rit | 26  | 17  | Rit | 9   | 24  | Rit | 22  | Rit | Rit | 21  | Rit | 2     |
| Pos. | Squadra                 | Nº              | Pilota              | SAK          | SAK         | MEL                                             | MEL | MON | MON | CAT | CAT | RBR | RBR | SIL | SIL | HUN | HUN | SPA | SPA | MNZ | MNZ | Punti |
| \| Legenda \| 1º posto \| 2º posto \| 3º posto \| A punti \| Senza punti \| Grassetto=Pole position Corsivo=Giro più veloce \| \| Legenda \| Solo prove/Terzo pilota \| Non qualificato \| Ritirato/Non class. \| Squalificato \| Non partito \| Grassetto=Pole position Corsivo=Giro più veloce \| |                         |                 |                     |              |             |                                                 |     |     |     |     |     |     |     |     |     |     |     |     |     |     |     |       |
| Legenda | 1º posto                | 2º posto        | 3º posto            | A punti      | Senza punti | Grassetto=Pole position Corsivo=Giro più veloce |     |     |     |     |     |     |     |     |     |     |     |     |     |     |     |       |
| Legenda | Solo prove/Terzo pilota | Non qualificato | Ritirato/Non class. | Squalificato | Non partito | Grassetto=Pole position Corsivo=Giro più veloce |     |     |     |     |     |     |     |     |     |     |     |     |     |     |     |       |

| Legenda | 1º posto                | 2º posto        | 3º posto            | A punti      | Senza punti | Grassetto=Pole position Corsivo=Giro più veloce |
| Legenda | Solo prove/Terzo pilota | Non qualificato | Ritirato/Non class. | Squalificato | Non partito | Grassetto=Pole position Corsivo=Giro più veloce |